# Tuomas Saukkonen
Tuomas Saukkonen, född 18 mars 1980, är en finländsk sångare och gitarrist i metalbandet Before the Dawn. Hans soloprojekt heter Black Sun Aeon där även Mynni Luukkainen från death metal-bandet Sotajumala medverkar.
Black Sun Aeon är nu nedlagt och Tuomas engagerar sig nu uteslutande bandet Wolfheart där han är sångare och spelar gitarr.